# 針ノ木峠

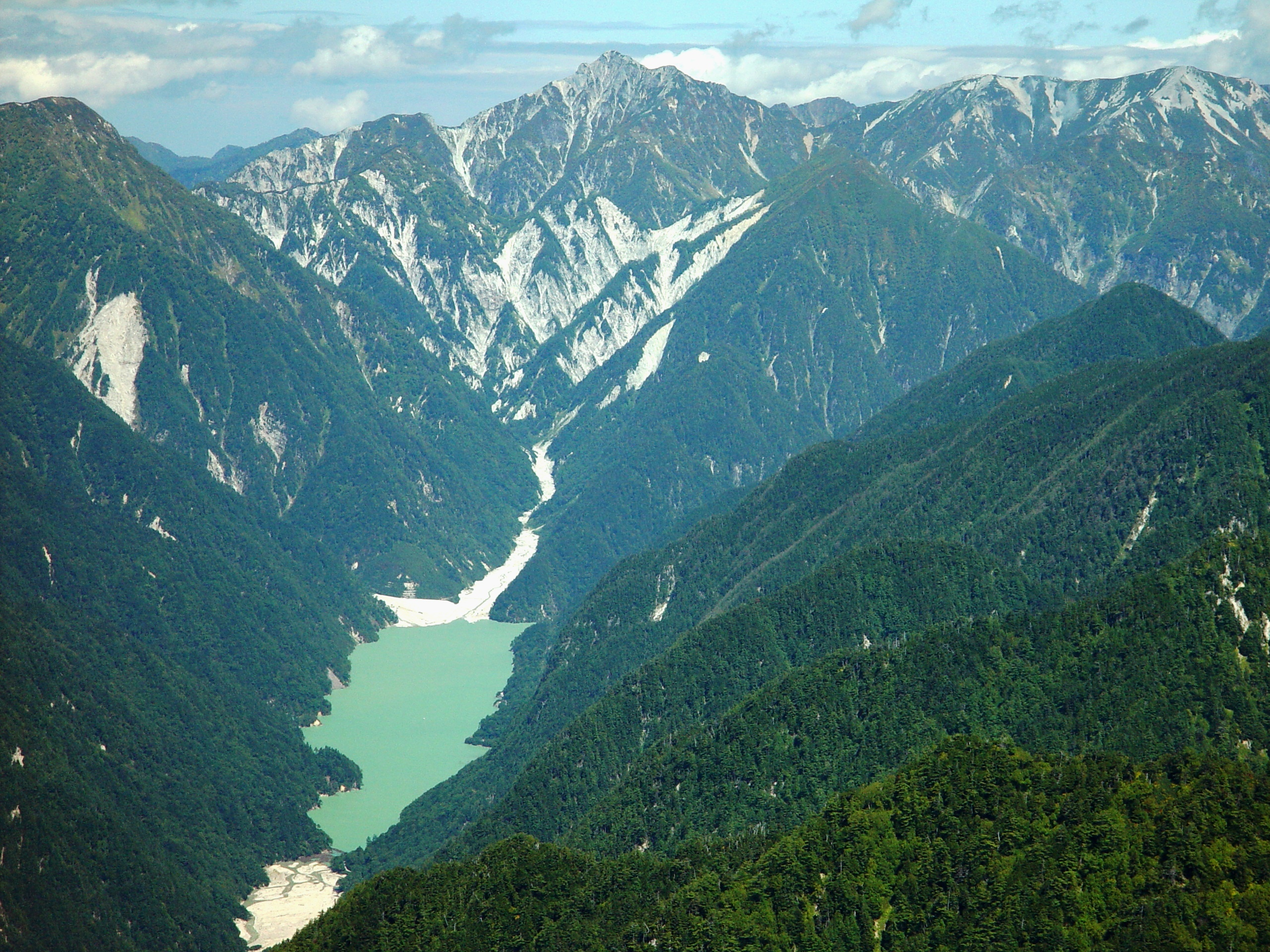
南側から望む針ノ木岳（中央）、針ノ木峠（中央右寄りの鞍部）、蓮華岳（右端）

針ノ木峠（はりノきとうげ）は、長野県大町市と富山県中新川郡立山町にまたがる峠。飛騨山脈（後立山連峰）の針ノ木岳と蓮華岳の鞍部に位置し、標高は2,536 m。

## 概要

### 江戸時代以前
非常に険しい山岳地帯であるが、古くは信濃国と越中国を結ぶルートの要衝であった。冬場は、人を寄せ付けない豪雪地帯となるが、1584年の冬には佐々成政が遠江国浜松城主の徳川家康に直訴するために冬の峠を越えた伝説（さらさら越え）も残る。
江戸時代になると加賀藩と松本藩の境界となった。しばしば信州側から黒部峡谷内に向け森林の盗伐が行われたため、加賀藩による奥山廻り（視察）ルートの一つにもなった。峠は、盗伐者側（盗伐者は黒部川まで松本藩との認識があったが、いずれにせよ藩の伐採許可は得ていない）の拠点ともなり、小屋がかけられていた時期もあった。

### 明治時代以降
明治時代になり、加賀藩の影響力がなくなると信州と越中を結ぶ短絡路として立山新道（信越連帯新道または針ノ木新道）の建設が進められた。牛馬が通れる道幅9尺の有料道路として、1880年（明治13年）に完成を見たが、2シーズンだけ管理されたのち運営会社が解散。19世紀末には信越本線の暫時延伸もあり商業ルートとしての価値は低下、登山者などに供せられつつ緩やかに廃道と化した。
1893年（明治26年）8月7日-9日、ウォルター・ウェストンが、大町側から峠を越えて立山登山を行った。
1896年（明治39年）、小暮理太郎が峠を訪れる。立山を目指す中で、「針ノ木越えは登山の入門として、あらゆる課程を備えた好個の教科書である。」と絶賛するものの、1913年（大正2年）、再び峠を訪れた際には、既に大町側からかなりの距離の林道が開設され利便性が良くなっていたこともあり、「既に数十年前の針ノ木越えではない。」と嘆く記述が紀行随筆集『山の憶ひ出』の中にまとめられている。
1923年（大正12年）3月、伊藤孝一、百瀬愼太郎、赤沼千尋らが、近代登山史上初めてとなる積雪期の立山-黒部渓谷-針ノ木峠を横断。同時に、日本初の雪山登山のドキュメンタリー映画、「雪の立山、針ノ木峠越え」を撮影する。
1930年頃には、峠に針ノ木小屋（山小屋）が掛けられて、以後、北アルプス縦走路の要衝となった。
1951年から再開された黒四ダム開発では、当初、針ノ木峠の下に延長5kmの導水トンネル（針ノ木トンネル）を建設し、長野県側でも発電、灌漑を行う構想があったが、大町トンネルが想定以上の難工事になったこともあり立ち消えとなった。

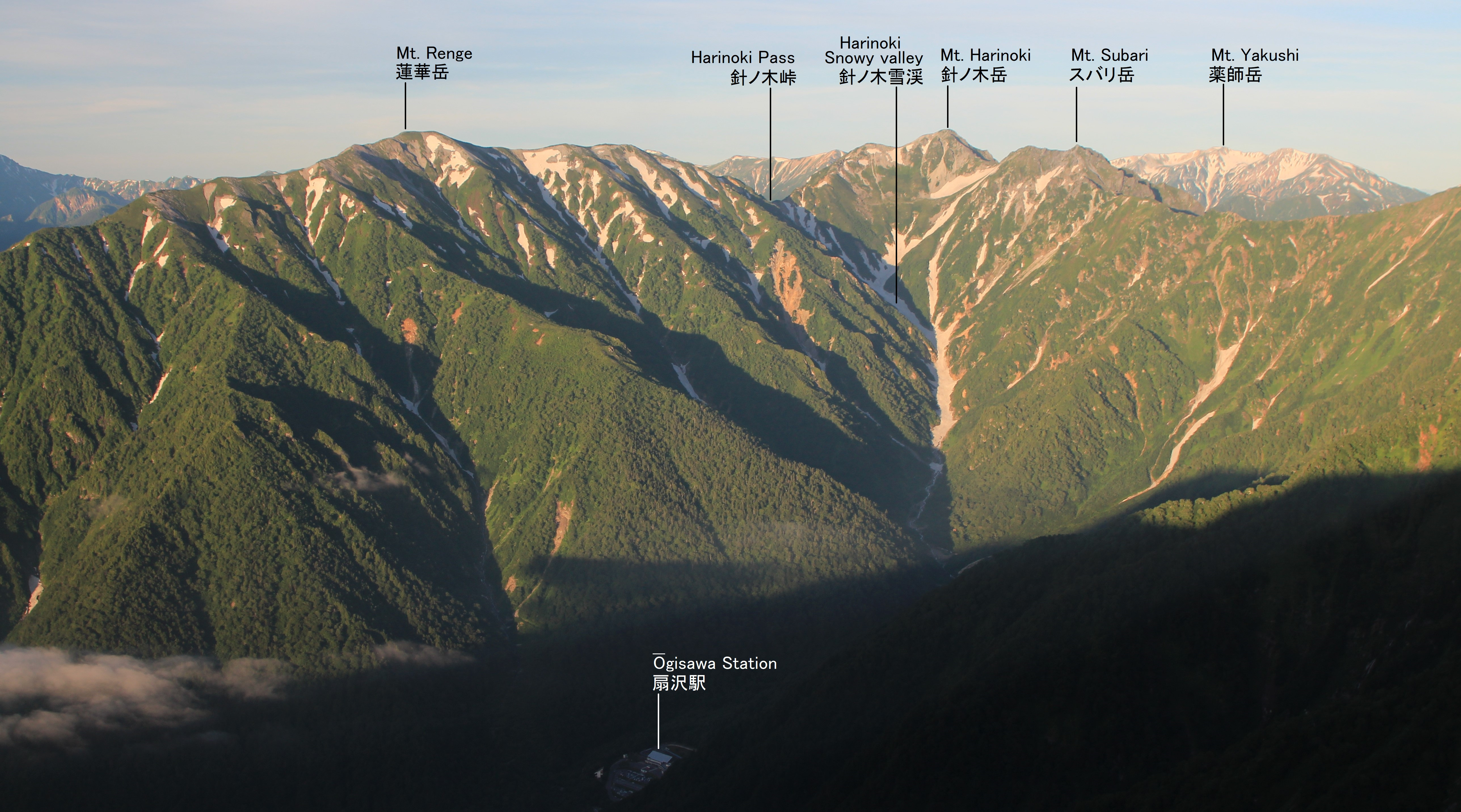
北側から望む針ノ木峠周辺

## 針ノ木小屋
峠には山小屋の針ノ木小屋が設置されている。主に登山シーズン中に営業されている。

## 指定キャンプ場

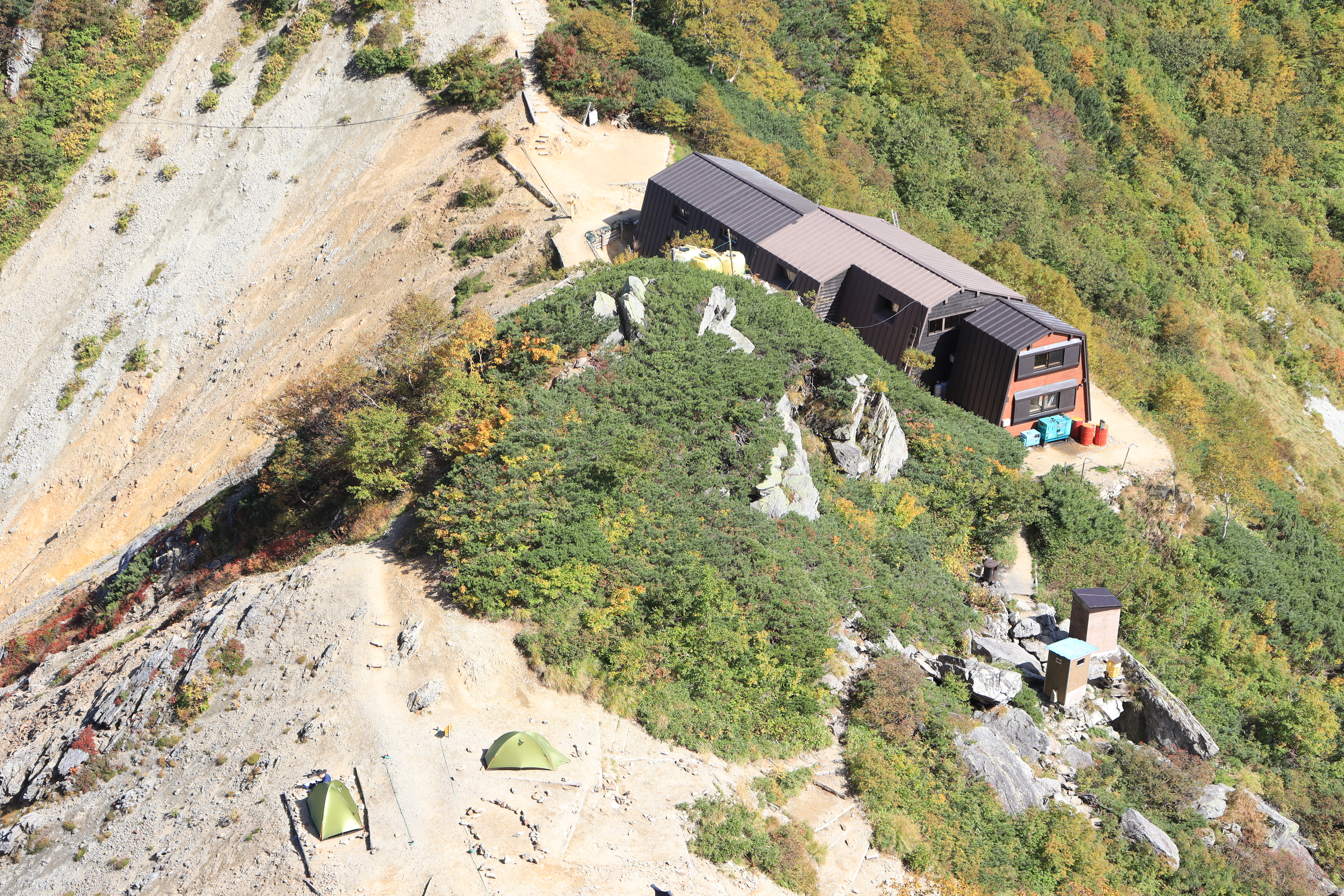
峠にある針ノ木小屋とキャンプ指定地

峠には、キャンプ場指定地がある。2012年に拡張されたものの大・小取り交ぜて30張分と狭く、設営にあたっては事前に管理者である針ノ木小屋に料金を支払うとともに設置場所について采配を求めなければならない。稜線上にあるため水場はない。